# Nikolaus Herman

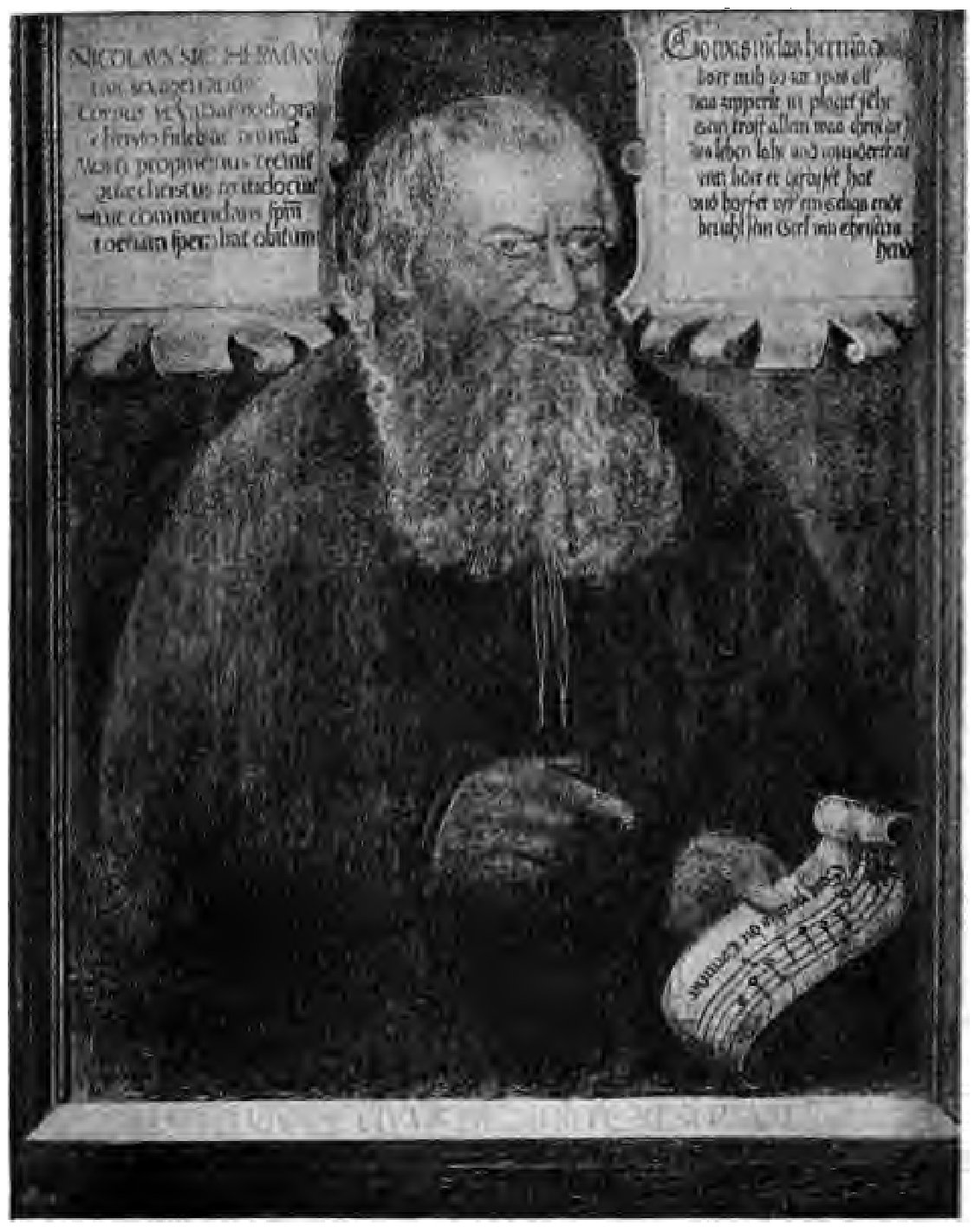
Die Sonntagsevangelia von Nikolaus Herman

Nikolaus Herman (* um 1500 (nach älteren Angaben: um 1480) in Altdorf bei Nürnberg; † 3. Mai 1561 oder 15. Mai 1561 in Sankt Joachimsthal, Böhmen) war Kantor und Lehrer und schuf zahlreiche evangelische Kirchenlieder.

## Leben
Herman kam 1518 als Kantor und Lehrer an die Lateinschule nach St. Joachimsthal. Er war Anhänger der Reformation, überliefert ist ein Brief Martin Luthers an ihn vom 6. November 1524. In St. Joachimsthal arbeitete er unter anderem mit Johannes Mathesius zusammen, der dort ab 1532 als Rektor der Schule und ab 1540 als Pfarrer amtierte. Am 24. Juni 1557 trat Herman in den Ruhestand. Seine Lieder, als deren Zielgruppe er vornehmlich die von ihm unterrichteten Kinder betrachtete, veröffentlichte er 1560 unter dem Titel Die Sonntagsevangelia über das Jahr in Gesänge verfasset für die Kinder und christlichen Hausväter.
Von den Liedern des Evangelischen Gesangbuchs bzw. katholischen Gotteslobs stammen von ihm:
Text und Melodie zu:
- Lobt Gott, ihr Christen alle gleich (EG 27, GL 247, GLalt 134)
- Erschienen ist der herrlich Tag (EG 106, GLalt 225)

Jeweils nur der Text von:
- Heut sein die lieben Engelein (Mittelteil von EG 29)
- Wir wollen singn ein’ Lobgesang (EG 141)
- Ein wahrer Glaube Gotts Zorn stillt (EG 413)
- Die helle Sonn leucht’ jetzt herfür (EG 437, GLalt 667)
- Hinunter ist der Sonnen Schein (EG 467, GL (Bamberg) 715, GLalt 705)
- In Gottes Namen fahren wir (EG 498)
- Wenn mein Stündlein vorhanden ist (EG 522, Strophe 1–4, GLalt 658)

Heut sein die lieben Engelein ist ursprünglich ein selbständiges Lied und Übersetzung des lateinischen Nunc angelorum gloria aus dem Moosburger Graduale von 1360. Erst später wurde es von Michael Praetorius (Musae Sioniae, 1607) mit den anonymen Übersetzungen von Quem pastores laudavere und Magnum nomen Domini Emanuel zum sogenannten Quempas zusammengefasst. In dieser Form erscheint es auch im EG unter Nummer 29.
Die Melodie zu Wir danken dir, Herr Jesu Christ, dass du für uns gestorben bist (EG 79) schuf er zu seinem Text Wir danken dir, Herr Jesu Christ, dass du vom Tod erstanden bist (EG 107, Strophe 1). Der Text Heut singt die liebe Christenheit (EG 143) von Detlev Block basiert auf Hermans deutscher Übertragung des Hymnus Dicimus grates tibi Philipp Melanchthons. Nicht im EG, aber in seinem Vorgänger, dem Evangelischen Kirchengesangbuch von 1950, findet sich sein Text Bescher uns, Herr, das täglich Brot (EKG 376).
Kurz vor Hermans Tod erschien 1561 seine Übersetzung eines lateinischen Hochzeitsgedichtes von Johannes Mathesius mit dem Titel Oeconomia, das dieser ein Jahr zuvor zur Eheschließung eines Freundes geschrieben hatte. Dieses umfangreiche Gedicht mit dem deutschen Titel Haushaltung – es umfasst im Druck aus dem Jahr 1564 fünfzehn Seiten – ist ein Ratgeber für die christliche Partnerwahl und Hausgemeinschaft. Es wurde am Ende des 16. und während des 17. Jahrhunderts so oft wiederaufgelegt oder in anderen Schriften beigedruckt, dass es zur am weitesten verbreiteten deutschsprachigen Eheschrift der frühen Neuzeit aufstieg.

## Gedenktag
1. Mai im Evangelischen Namenkalender.